# Dodecaedro
Un dodecaedro (del griego δωδεκαεδρον dōdekáedron, de δώδεκα dōdeka, ‘doce’ y ἕδρα edra; ‘cara’) es un poliedro de doce caras, convexo o cóncavo. Sus caras han de ser polígonos de once lados o menos. Si las doce caras del dodecaedro son pentágonos regulares, iguales entre sí, el dodecaedro es convexo y se denomina 'regular', siendo entonces uno de los llamados sólidos platónicos.
Recientes investigaciones científicas han propuesto que el espacio dodecaédrico de Poincaré sería la forma del Universo y en el año 2008 se estimó la orientación óptima del modelo en el cielo.

## Dodecaedro regular

Plantilla para armar un dodecaedro regular.

### Cálculo de dimensiones fundamentales
- Radio externo: {\displaystyle r_{u}={\frac {\sqrt {6}}{4}}{\sqrt {3+{\sqrt {5}}}}\cdot a\approx 1.401258538\cdot a}
- Radio interno: {\displaystyle r_{i}={\frac {a}{4}}{\sqrt {\frac {50+22{\sqrt {5}}}{5}}}\approx 1.113516364\cdot a}

En todo poliedro regular, el número de caras más el número de vértices, es igual al número de aristas más 2. Se conoce como característica de Euler, una propiedad topológica.
{\displaystyle C+V=A+2\,}
donde: C = número de caras; V = número de vértices; A = número de aristas

### Área

Animación de uno de los desarrollos del Dodecaedro.

El área total de  las caras de un dodecaedro regular , A (que es 12 veces el área de una de ellas, Ac) es igual a:
{\displaystyle A=12\cdot {\frac {\sqrt {25+10{\sqrt {5}}}}{4}}\cdot a^{2}=3{\sqrt {25+10{\sqrt {5}}}}\cdot a^{2}\approx 20,65\cdot a^{2}},
También se puede con esta fórmula basada en parte en la trigonometría:
{\displaystyle A={\frac {15l^{2}}{\tan 36^{o}}}}

### Volumen
Para un dodecaedro regular de arista a, se puede calcular su volumen. V mediante la siguiente fórmula:
{\displaystyle V={\frac {1}{4}}\left(15+7{\sqrt {5}}\right)\cdot a^{3}\approx 7,66\cdot a^{3}}

### Ángulos diedros
Los ángulos entre cada par de caras son:
{\displaystyle \alpha =180-\arccos \left(\tan {18}\times \tan {54}\right)=116,57^{o}}

### Propiedades particulares

#### Simetría

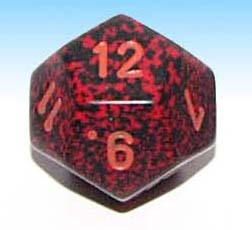
Dado de un juego de rol (Dungeons & Dragons) en forma de dodecaedro.

Un dodecaedro regular tiene seis ejes de simetría de orden cinco, las rectas que unen los centros de caras opuestas; quince ejes de simetría de orden dos, las rectas que unen los centros de aristas opuestas; quince planos de simetría, que contienen cada pareja de aristas opuestas coplanares; y un centro de simetría. Esto hace que este cuerpo tenga un orden de simetría total de 120: 2x(6x5+15x2).
Los elementos de simetría anteriores definen uno de los grupos de simetría icosaédricos, el denominado Ih según la notación de Schöenflies.
El dodecaedro tiene también diez ejes de simetría de orden tres: las rectas que unen cada par de vértices opuestos. Subdividiendo cada cara del dodecaedro en triángulos se pueden construir domos geodésicos.

### Aplicaciones y ejemplos
En los juegos de rol el dado de doce caras es un dodecaedro regular. Su notación escrita es «D12», Se usan dodecaedros de Rubik y Calendarios Dodecaedros
También es la forma más usual para la construcción de las fuentes sonoras omnidireccionales usadas para realizar ensayos acústicos de aislamiento a ruido aéreo.